# Pica-pau-imperial
O pica-pau-imperial (nome científico: Campephilus imperialis) é uma espécie de pica-pau endêmica do México, que apresenta estado de conservação indeterminado. Ele pode ser visto nas áreas do noroeste do México ao longo do Mar de Cortez, até a fronteira Arizona-México. 
Esta é a maior espécie de pica-pau conhecida no mundo atual, medindo entre 56 e 60 centímetros de comprimento. Devido à sua similaridade com sua espécie irmã, este pássaro também é conhecido como o "Pica-pau-bico-de-marfim mexicano", outro pica-pau que teoricamente desapareceu na América do Norte no século XX, sendo também conhecido por habitantes nativos como cuauhtotomomi (nauátle), uagam (tepehuán ) ou cumecócari (tarahumara).
O único registro universalmente aceito dessa espécie consiste num vídeo amador de 1956, produzido por um dentista da Pensilvânia a viagem no México e sob guarda do Cornell Lab of Ornithology. Um fator que contribui significativamente para a dificuldade em localizar a ave está em seu habitat, que se encontra numa região extremamente controlada por milícias e grupos narcotraficantes no México, e onde está concentrada a produção de drogas.

## Descrição e ecologia
O tamanho típico do pica-pau-imperial varia de 56 a 60 centímetros. O pica-pau-imperial macho tem uma crista de lado vermelho e centrada em preto e apresenta uma coloração predominantemente preta, com grandes manchas brancas na asa, finas listras brancas em seu manto e um enorme bico cor de marfim, enquanto que a fêmea é semelhante, mas sua crista é toda preta e recurvada na parte superior (ao contrário da pica-pau-bico-de-marfim fêmea), sem nenhum vermelho. 
A ave já foi amplamente difundida e, até o início da década de 1950, não era incomum em toda a Sierra Madre Occidental do México, do oeste de Sonora e Chihuahua para o sul até Jalisco e Michoacán. É provável que, no passado, a área de distribuição do pica-pau seguisse a Sierra Madre para o norte até o Arizona, mas quando foi descrita cientificamente, no século 19, já estava confinada ao México.
O pica-pau-imperial prefere floresta montana aberta composta por pinheiros altos como o Pinus durangensis, Pinus ayacahuite, Pinus taeda e Pinheiro de Montezuma, bem como carvalhos, geralmente entre 2,100 e 2,700 metros acima do nível do mar. A maioria dos registros é de elevações de 1,920 a 3,050 metros, mas há registros tão baixos quanto 1,675 metros. Alimenta-se principalmente de larvas de insetos encontrados sob cascas escamadas de pinheiros mortos. Há muitos relatos de mais de quatro indivíduos, e este comportamento de agrupamento pode estar relacionado à sua especialização em forrageamento. A reprodução tem sido registrada entre fevereiro e junho, e provavelmente um a quatro ovos são colocados. Um casal acasalado requer uma área muito grande de floresta madura intocada para sobreviver, de aproximadamente 26 km²; fora da época de reprodução, as aves formam pequenos grupos de até 12 indivíduos e se movem por uma ampla área, aparentemente em resposta à disponibilidade de alimento.

## Declínio e provável extinção
O pica-pau-imperial está oficialmente listado como "criticamente ameaçado (possivelmente extinto)" pela IUCN e BirdLife International. Não era historicamente uma espécie rara dentro de um habitat adequado, mas a população total provavelmente nunca foi superior a 8.000 indivíduos (Lammertink et al. 1996), e presume-se que a população remanescente seja minúscula (com menos de 50 indivíduos maduros) com base na falta de registros confirmados desde 1956; análises de hábitats remanescentes indicam que não restam trechos grandes o suficiente para suportar a espécie. 
O último registro confirmado data de 1956, em Durango, e muito provavelmente a espécie está extinta. Se extintos, teria sido devido à destruição do habitat e fragmentação combinada com a caça. Esses fatores são a razão pela qual a espécie não é vista há mais de 60 anos, embora haja relatos locais de avistamentos. Os pesquisadores acreditam que seu declínio também foi acelerado por campanhas ativas de erradicação conduzidas por interesses madeireiros e pela caça excessiva, para uso na medicina popular e porque os filhotes eram considerados uma iguaria pelos Tarahumara.  Tem sido caçado para esporte, comida e para fins medicinais durante um longo período de tempo e penas e bicos foram supostamente usados em rituais pelas tribos Tepheuana e Huichol no sul de Durango.
Uma pesquisa de campo dos pesquisadores Tim Gallagher e Martjan Lammertink, relatada num artigo de 2013, encontrou evidências – na forma de relatos de moradores idosos na área de distribuição da ave que viram pica-paus imperiais décadas antes e que discutiram suas lembranças com os pesquisadores – de que silvicultores que trabalhavam com empresas madeireiras mexicanas na década de 1950 disseram à população local que os pica-paus estavam destruindo madeira valiosa e encorajaram as pessoas a matar as aves. Como parte desta campanha, os silvicultores deram veneno aos moradores locais para manchar as árvores que os pássaros forrageavam. Como grupos de pica-paus imperiais tendiam a se alimentar de um único pinheiro enorme, morto e de crescimento antigo por até duas semanas, aplicar veneno a tal árvore seria uma maneira eficaz de acabar com um grupo de até uma dúzia desses enormes pica-paus – e, talvez, até matar grupos sucessivos de pássaros que poderiam se mover para a área e serem atraídos pela mesma árvore. Gallagher suspeita que tal campanha de envenenamento pode ser a chave para o aparente colapso populacional catastrófico da espécie na década de 1950, que até agora carecia de uma explicação satisfatória. Uma campanha de envenenamento poderia muito bem ter matado grupos inteiros da ave em pouco tempo. A premissa de proteger madeira valiosa dos pica-paus era, de fato, infundada, pois os pica-paus imperiais não forrageiam ou escavam ninhos ou buracos em árvores vivas e saudáveis.
Uma busca na base de dados de espécimes on-line multi-instituição VertNet revela que existem apenas 144 espécimes físicos do pica-pau imperial , incluindo apenas três esqueletos completos conhecidos. . Um esqueleto de pica-pau esquecido do Museu de História Natural de Tring parece também pertencer à espécie.. O pica-pau-imperial é considerado extinto pelo governo do México desde 2001 mas, no entanto, sua possível redescoberta ou reintrodução exigiria proteção imediata nos termos da lei.